# La Mémoire assassine
Ne doit pas être confondu avec Memories of Murder.
Pour plus de détails, voir Fiche technique et Distribution.
La Mémoire assassine (hangeul : 살인자의 기억법 ; RR : Salinjaeui gieokbeob, littéralement « La mémoire d’un meurtrier ») est un thriller sud-coréen coécrit, produit et réalisé par Won Shin-yeon, sorti en 2017. Il s’agit de l’adaptation du roman Ma mémoire assassine (살인자의 기억법) de Kim Young-ha (2013).
Il totalise 2,6 millions d'entrées au box-office sud-coréen de 2017.

## Synopsis
Kim Byeong-soo (Seol Kyeong-gu) est un ancien tueur en série souffrant aujourd'hui d'Alzheimer. De nouveaux meurtres sont commis dans sa région, et en tentant de les élucider, il se rend compte que sa fille est en danger. Pour la protéger, Byeong-soo se bat pour garder sa mémoire. Il s'avère cependant que ses souvenirs ne sont pas aussi fiables qu'il ne le pense.

## Fiche technique
- Titre : La Mémoire assassine
- Titre original : 살인자의 기억법
- Titre international : Memoir of a Murderer
- Titre provisoire : A Murderer's Guide to Memorization
- Réalisation : Won Shin-yeon
- Scénario : Hwang Jo-yoon et Won Shin-yeon, d’après le roman Ma mémoire assassine (살인자의 기억법) de Kim Young-ha (2013)
- Photographie : Choi Young-hwan
- Montage : Sin Min-kyeong
- Musique : Kim Jun-seong
- Production : Won Shin-yeon
- Société de production : Green Fish Pictures
- Société de distribution : Showbox/Mediaplex
- Pays d’origine :  Corée du Sud
- Langue originale : coréen
- Format : couleur
- Genre : thriller
- Durée : 118 minutes
- Dates de sortie :
  - Corée du Sud : 6 septembre 2017

## Distribution
- Seol Kyeong-gu : Kim Byeong-soo
  - Shin Ki-joon (en) : Kim Byeong-soo, jeune
- Kim Nam-gil : Min Tae-joo
- Kim Seol-hyun : Kim Eun-hee
- Oh Dal-soo : Byeong-man
- Jeong In-gyeom : le père de Kim Byeong-soo
- Hwang Seok-jeong (en)
- Gil Hae-yeon (en)
- Kim Han-joon : un policier
- Kim Dong-hee
- Kim Jung-young

## Accueil

### Sorties
Memoir of a Murderer sort le 6 septembre 2017 en Corée du Sud.
Selon son distributeur Showbox, le film sort le 8 septembre 2017 en Amérique du Nord, deux jours après sa sortie domestique. Il sort également en Australie, en Nouvelle-Zélande, en France, en Turquie, à Taïwan, au Japon et aux Philippines.
Memoir of a Murderer est également présenté dans la section « Thriller » à la 61e édition du Festival du film de Londres, qui a lieu du 15 au 4 octobre.

### Box-office
Le film atteint le million de spectateurs en cinq jours, totalisant 8,6 millions de dollars de recettes.

## Prix
- Festival international du film policier de Beaune 2018 : Prix du Jury[4],[5].